# Чемпионат Европы по фигурному катанию 1950
Чемпионат Европы по фигурному катанию 1950 года проходил с 17 по 19 февраля в Осло (Норвегия). Чемпионат проводился в категориях мужское одиночное катание, женское одиночное катание и парное катание. У мужчин победил представитель Венгрии Эде Кирай, у женщин победила представительница Чехословакии Алена Врзанёва, среди пар победу одержали венгерские фигуристы Марианна Надь и Ласло Надь.

## Результаты

### Мужчины
| Место | Имя             | Страна       |
| ----- | --------------- | ------------ |
| 1     | Эде Кирай       | Венгрия      |
| 2     | Гельмут Зайбт   | Австрия      |
| 3     | Карло Фасси     | Италия       |
| 4     | Зденек Фикар    | Чехословакия |
| 5     | Kurt Sönning    | Швейцария    |
| 6     | Калле Туулос    | Финляндия    |
| 7     | Пер Кок-Клаусен | Дания        |

### Женщины
| Место | Имя               | Страна         |
| ----- | ----------------- | -------------- |
| 1     | Алена Врзанёва    | Чехословакия   |
| 2     | Жанетт Альтвегг   | Великобритания |
| 3     | Жаклин Дю Бьеф    | Франция        |
| 4     | Барбара Уайетт    | Великобритания |
| 5     | Дагмар Лерхова    | Чехословакия   |
| 6     | Берил Бейли       | Великобритания |
| 7     | Regula Arnold     | Швейцария      |
| 8     | Alexandra Cerna   | Чехословакия   |
| 9     | Милослава Тумова  | Чехословакия   |
| 10    | Гун Эриксон       | Швеция         |
| 11    | Suzanne Wirz      | Швейцария      |
| 12    | Yolande Jobin     | Швейцария      |
| 13    | Леэна Пиетиля     | Финляндия      |
| 14    | Бьёрг Лонер       | Норвегия       |
| 15    | Хельга Хайд       | Австрия        |
| 16    | Ингеборг Нильссон | Норвегия       |

### Пары
| Место | Имя                            | Страна         |
| ----- | ------------------------------ | -------------- |
| 1     | Марианна Надь / Ласло Надь     | Венгрия        |
| 2     | Элиане Штайнеман / Андре Калам | Швейцария      |
| 3     | Дженнифер Никс / Джон Никс     | Великобритания |
| 4     | Бела Захова / Ярослав Зах      | Чехословакия   |
| 5     | Элли Штарк / Гарри Гарайс      | Австрия        |
| 6     | Соня Балунова / Милослав Балун | Чехословакия   |